# Rhynchotropis marginata
Rhynchotropis marginata là một loài thực vật có hoa trong họ Đậu. Loài này được (N.E.Br.) J.B.Gillett miêu tả khoa học đầu tiên.